# Sierra Nevada del Cocuy Nemzeti Park
A Sierra Nevada del Cocuy Nemzeti Park Kolumbia északkeleti részén helyezkedik el. A 3057 négyzetkilométeren, 600-5330 méter tengerszint feletti magasságban fekvő park területén két megye (Arauca és Boyacá) osztozik.

## Történelem
A parkot 1977-ben hozták létre a pompás 30 km hosszú hegylánc védelme céljából.

## Természet földrajzi adottságai
Több mint húsz hósapkás csúcs, beleértve a Negro Norte és a Ritucuba Blanca látványos gránittűit, Dél-Amerika legnagyobb gleccsereit, növények és állatok meghökkentő sorát.
A több mint 4500 méteres szintkülönbség miatt a parkban sokféle élőhely van, köztük alföldi és hegyi erdő, paramo füves puszta, állandó hómezők, gleccserek és görgetegleejtők.

## Állat- és növényvilága
Az állatok közül említést érdemel a kobaltkotinga, a pápaszemes medve, a zuhatagi réce, az andoki kondor és a sokféle kolibri. 
A paramón nőnek a furcsa küllemű Espeletia fajok, a fészkesek családjába tartozó hajlott rozettát formáló növények, amelyek óriási üvegmosó kefére emlékeztető hosszú, virágzó nyársakat hoznak létre. Ezek között szétszórva találhatók a puyák, az ananászfélék hidegtűrő tagjai, valamint a földi orchidéák, amelyek képesek életben maradni a sziklák szélárnyékos oldalán.

## Turizmus
A park Bogotától 400 km-re északra helyezkedik el.

## Képgaléria

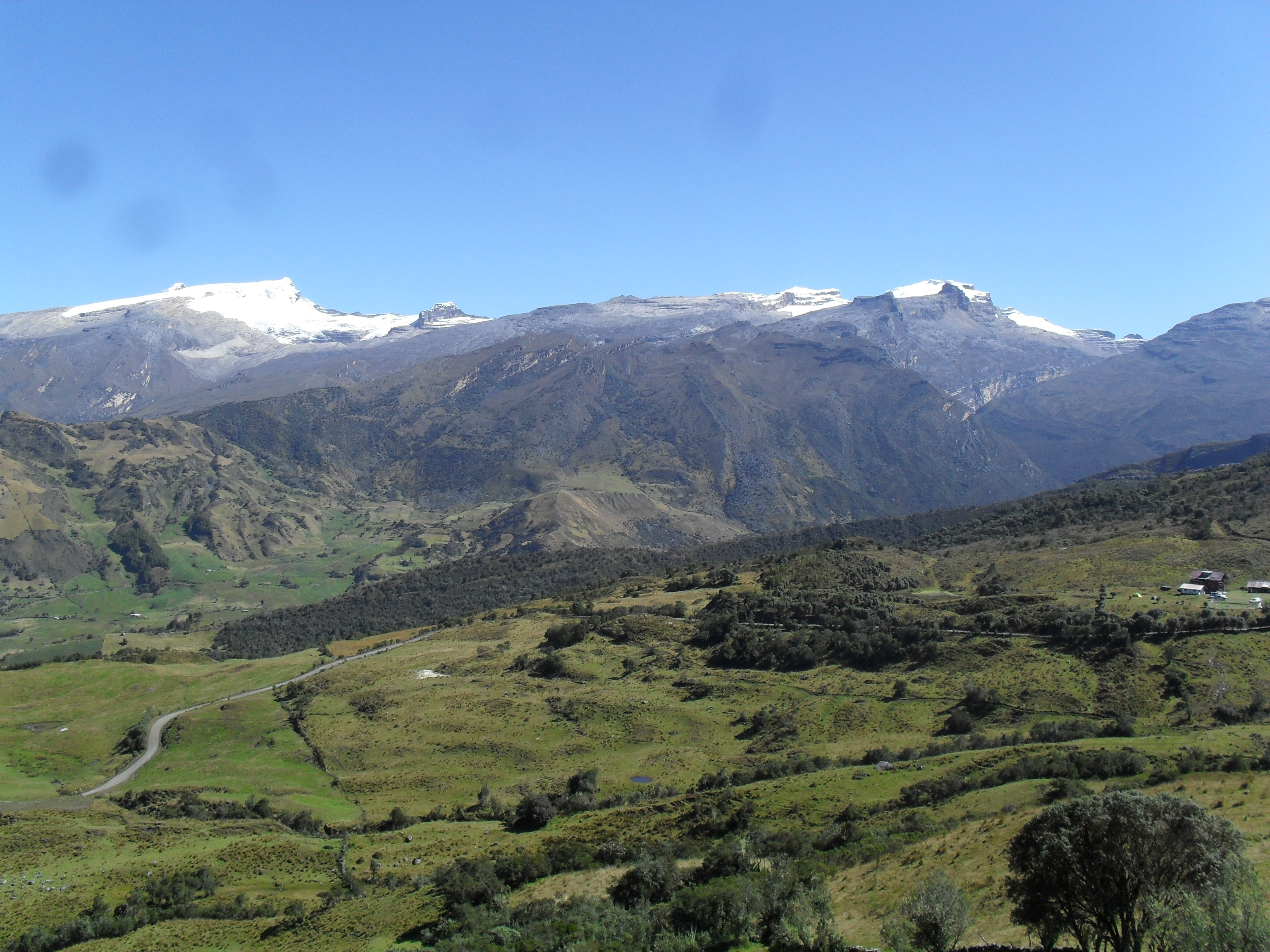
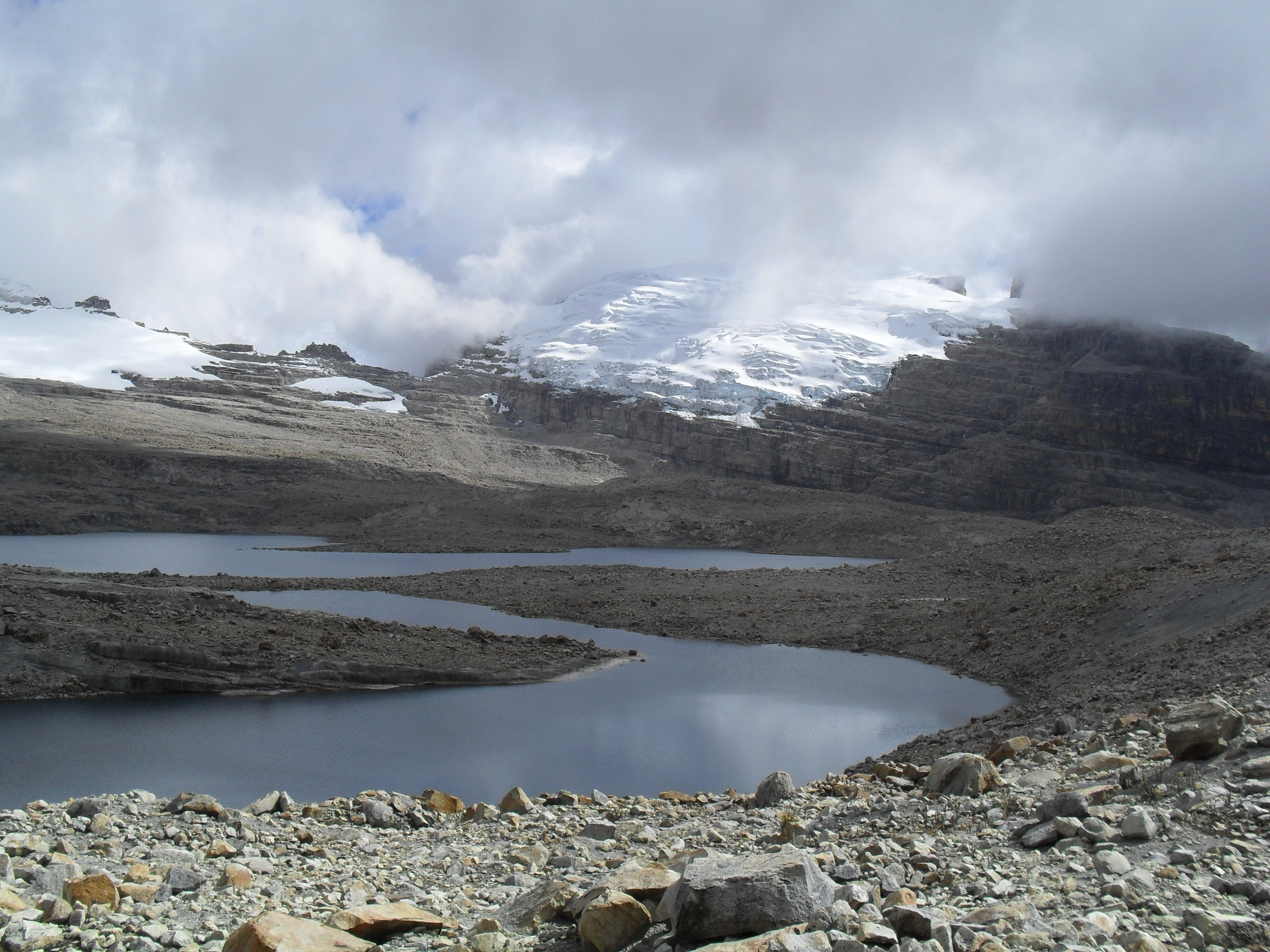
Laguna Grande de la Sierra
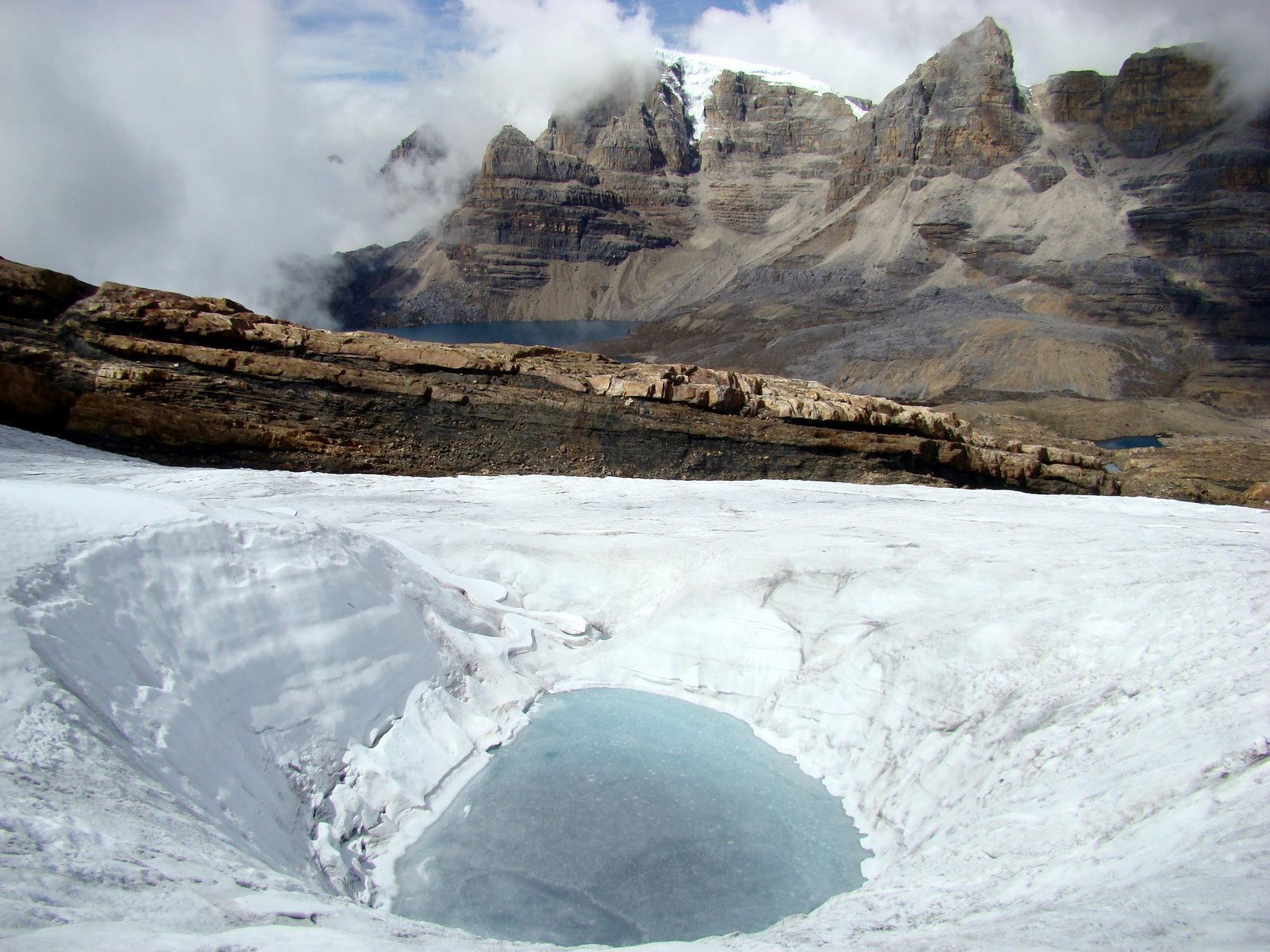
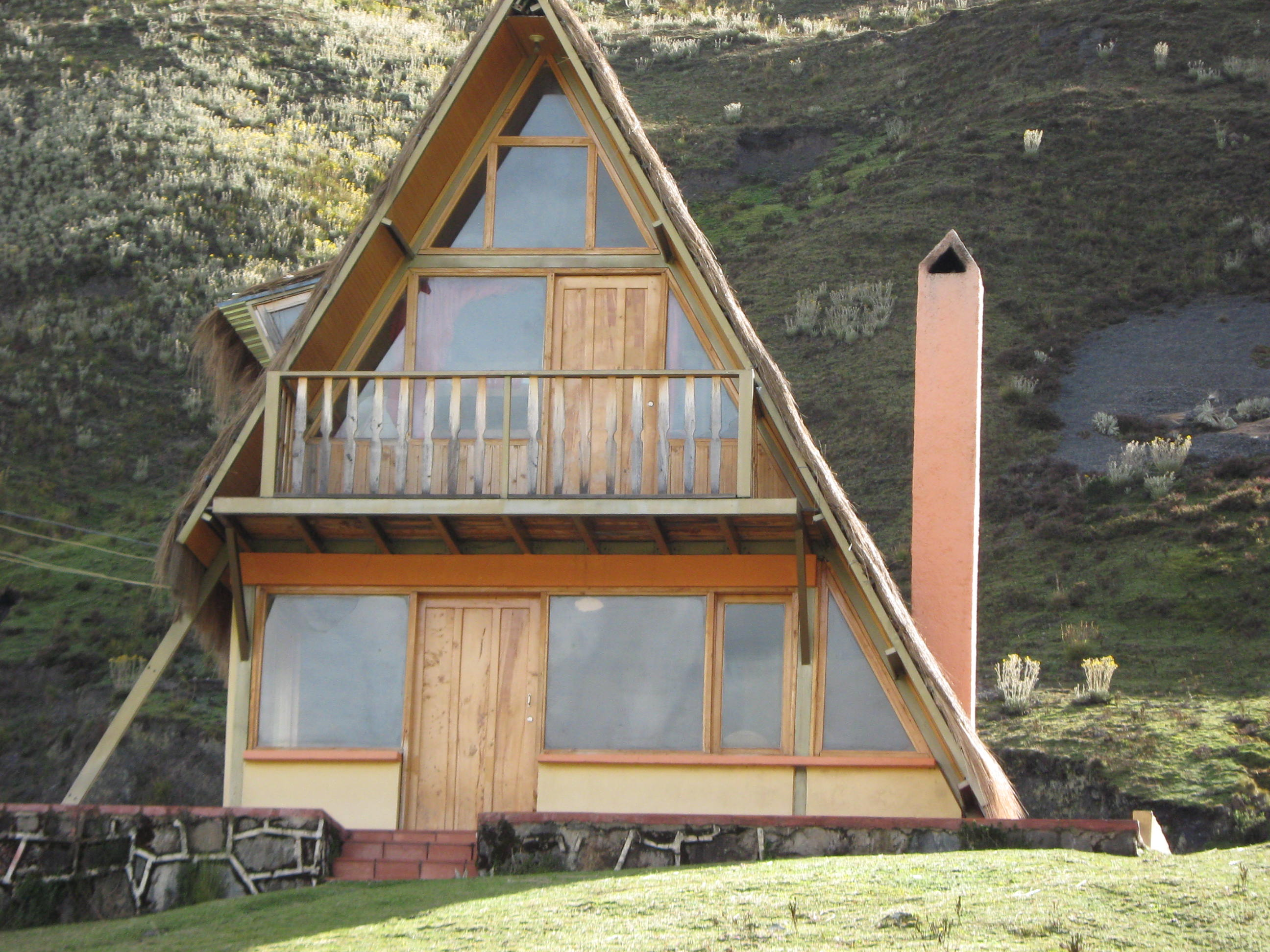
Canwara kunyhó